# Teufelssee (Landkreis Oder-Spree)

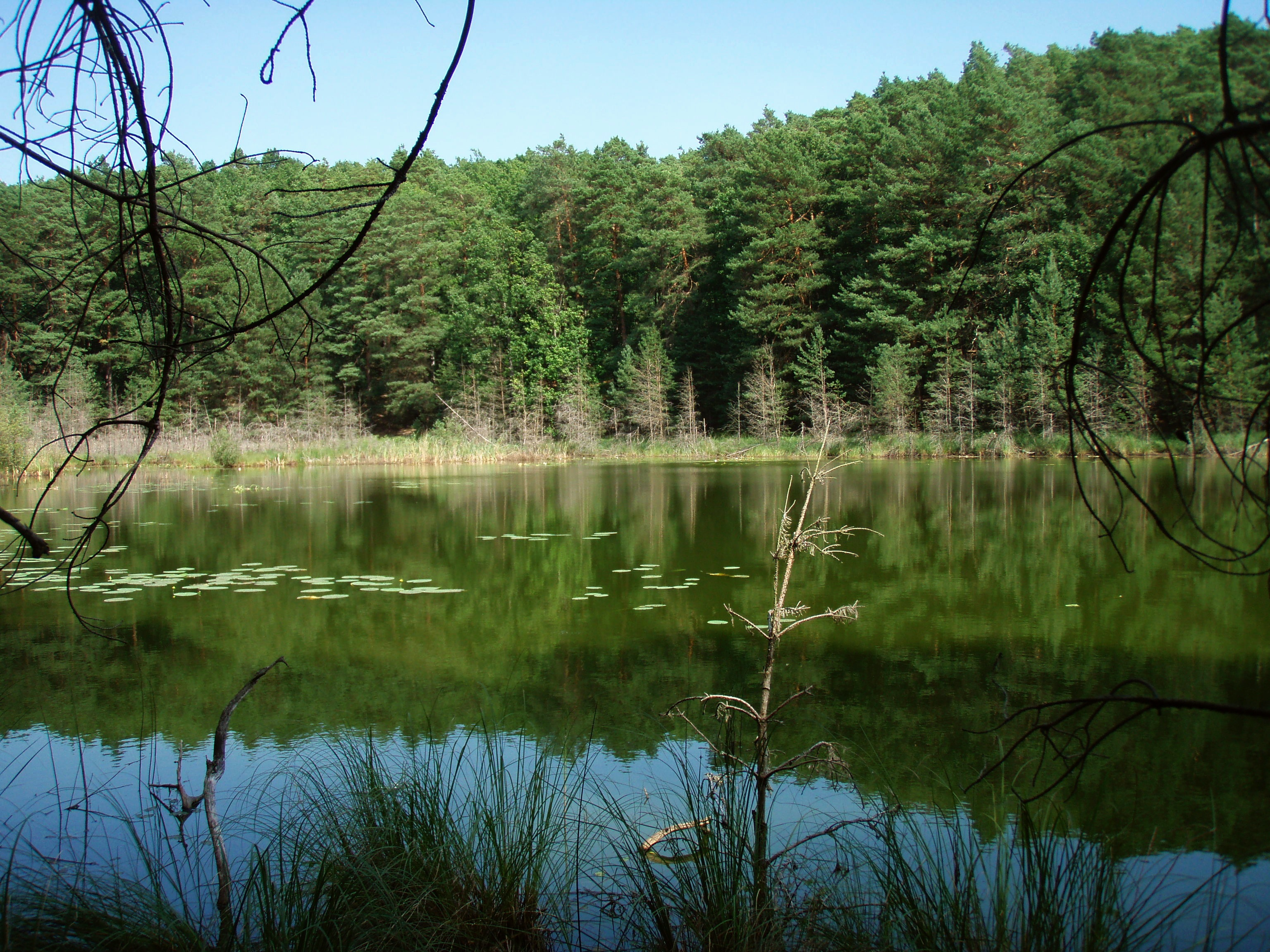
NSG Teufelssee in Siehdichum (2015)

Das Naturschutzgebiet Teufelssee liegt auf dem Gebiet des Landkreises Oder-Spree in Brandenburg.
Das 54,74 ha große Naturschutzgebiet, das mit Verordnung vom 1. Mai 1961 unter Naturschutz gestellt wurde, erstreckt sich östlich des Wohnplatzes Siehdichum, östlich des Hammersees und nordöstlich des Großen Treppelsees auf dem Gebiet der Gemeinde Siehdichum im Naturpark Schlaubetal.